# 成碩濟
成 碩濟（ソン・ソクチェ、성석제、1961年 - ）は、韓国の小説家。慶尚北道尚州市出身。

## 略歴
1994年から本格的に小説を書き始めた。人生の根源と存在の根本を探求した『見知らぬ道に聞く』(1991)、 悲劇と喜劇が入り混じった普通の人々の生活の姿を提示した『黒い雌牛の天国』(1997)などの作品を発表した。初めての詩集では、叙事性が目立っていたが、その後は叙情性が強い詩集を発表している。
成碩濟は諧謔と風刺、あるいは誇張と滑稽などを通して人間の様々な局面を描いている作家として有名である。彼のその諧謔には、カーニバル的な要素がある。言語のカーニバル化というのは、ラブレーの小説での数字が使われる方式と類似していると言える。バフチンは、ガルガンチュアがノートルダム大聖堂の鐘塔で小便をして、それでパリの市民を殺すというエピソードについて話した。そこには死亡者の数を正確に明記したところがある。それは、ラブレー小説の形而上学的な破壊効果である。喜劇的な効果を強化して、遊戯精神に徹した小説のテキストを生み出すことに一役買っている。笑いと共に、秩序を引っくり返そう。カーニバルは、愉快な転覆であり、会話は心と心の通じ合いである。階級的で公式的な既存文化の空間の中で、転覆的で滑稽なカーニバルは、民衆に楽しさをもたらす。バフチンがカーニバルから見つけ出したのは、人間が自分自身を理解して世界を理解するやり方であった。人間は他人に照らされた自分の姿を見てはじめて自分自身のことが理解できるのであるといった。
成碩濟は「왕을 찾아서（王様を求めて）」「위풍당당（威風堂々）」「조동관약전（ジョ・ドングァンの略伝）」「도망자 이치도（逃亡者のイ・チド）」などの男性叙事小説において、男性神話のあだ夢とそのあだ夢の喜劇を描いている。男性英雄小説をパロディしたり、転覆するところから出発している。冒険活劇こそ常套的な叙事構造をもっているといえる。

## 受賞歴
- 1997年、第30回 韓国日報文学賞
- 2000年、第13回 東西文学賞
- 2001年、第2回 李孝石文学賞
- 2002年、第33回 東仁文学賞
- 2003年、第49回 現代文学賞
- 2005年、第13回 吳永壽文学賞

## 主な作品
- 1994年、『그곳에는 어처구니들이 산다』(そこにはオチョグ二たちが住んでいる)[2]
- 1996年、『새가 되었네』(鳥になんたね)
- 1996年、『왕을 찾아서』(王様を求めて)
- 1997年、『재미나는 인생』(面白い人生)
- 1997年、『아빠 아빠 오, 불쌍한 우리 아빠』(パパ、パパ、お、哀れな我がパパ)
- 1998年、『궁전의 새』(宮殿の鳥)
- 1999年、『홀림』(目くらまし)
- 1999年、『호랑이를 봤다』(虎を見た)
- 2000年、『순정』(純情)
- 2002年、『황만근은 이렇게 말했다』(ファン・マングンはこう言った)
- 2003年、『내 인생의 마지막 4.5초』(私の人生の最後の4.5秒)
- 2003年、『번쩍하는 황홀한 순간』(閃々とひらめく恍惚の瞬間)
- 2003年、『조동관 약전』(チョ・ドングァンの略伝)
- 2003年、『인간의 힘』(人間の力)
- 2005年、『어머님이 들려주시던 노래』(母が聞かせてくれた歌)
- 2008年、『지금 행복해』(今、幸せだ)
- 2013年、『이 인간이 정말』(なんだ、こいつ)